# Pilníkov
Pilníkov là một thị trấn thuộc huyện Trutnov, vùng Královéhradecký, Cộng hòa Séc.